# Recepción del cuerpo diplomático (España)

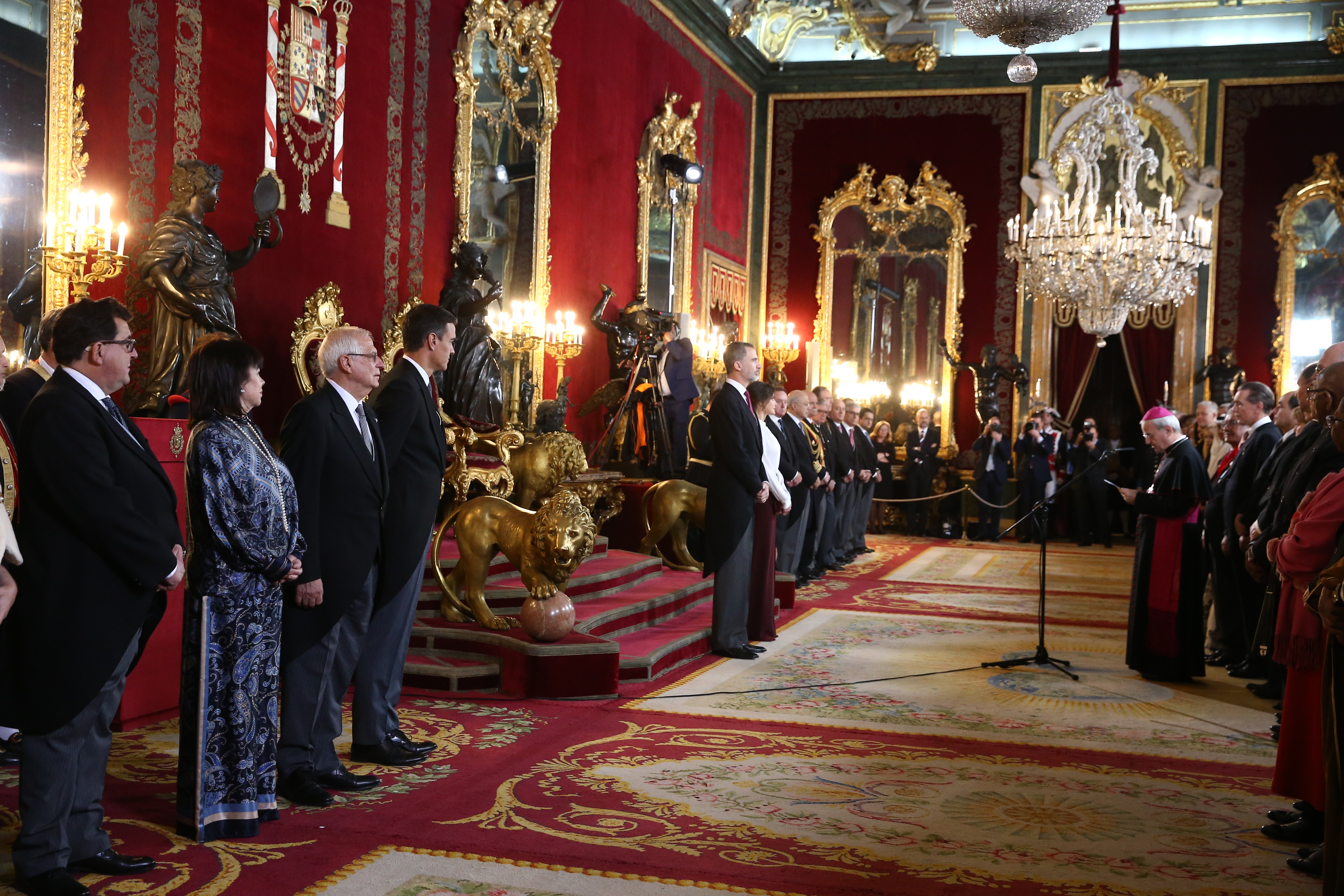
La ceremonia del año 2019, en el momento de pronunciar el discurso de contestación el Nuncio de Su Santidad en España, Renzo Fratini, arzobispo titular de Botriana.

La recepción del cuerpo diplomático es un acto en el que el rey de España recibe formal y públicamente al cuerpo diplomático acreditado en España con carácter anual.

## Historia
El acto fue fijado por Alfonso XIII.
Durante el franquismo el acto fue retomado, siendo presidido por Francisco Franco como jefe del Estado. Además fueron recuperadas otras ceremonias palatinas como la imposición de las birretas a los nuevos cardenales españoles.
En el reinado de Juan Carlos I de España, se realizó el acto de forma anual cada mes de enero.

## Descripción
La ceremonia presenta un carácter formal. Tanto el monarca como el resto de hombres participantes lleva chaqué, uniforme de gala o, en su caso, la indumentaria formal tradicional del país que representa. Por su parte, las mujeres visten de largo. Asisten los reyes de España, el ministro de Asuntos Exteriores y, en ocasiones, otros miembros del Gobierno. Asiste el cuerpo diplomático acreditado en España. En ocasiones participan otros miembros de la Familia Real.
El acto incluye un discurso salutatorio pronunciado por el monarca. Posteriormente, este discurso es contestado por el decano del Cuerpo Diplomático acreditado en España, que siempre es el Nuncio de Su Santidad en España.
Se celebra en Salón del Trono del Palacio Real de Madrid.